# Villela
Villela es una localidad perteneciente al municipio burgalés de Rebolledo de la Torre (Castilla y León, España), situado a unos 87 kilómetros de Burgos capital. Esta localidad comparte municipio con otros pueblos de estilo castellano tradicional: Albacastro, Castrecías, La Rebolleda y Valtierra de Albacastro. La comarca donde podemos encontrar este pueblo es Páramos, en la mancomunidad de Peña-Amaya. Pertenece al partido judicial de Burgos y su parroquia, Santa Eulalia, al arciprestazgo de Amaya. 
A esta localidad se accede desviándose en el km 93 de la nacional 611 (Palencia-Santander), atravesando un puente sobre el río Pisuerga. Uno de los afluentes de este río, el río Sauguillo, atraviesa el pueblo. Esta localidad se encuentra justo en la frontera con la provincia de Palencia, concretamente con la localidad de Becerril del Carpio (Alar del Rey)
La iglesia está dedicada a santa Eulalia.

## Monumentos de interés
Son unos cuantos los monumentos de interés que podemos encontrar en Villela.

### Iglesia a Santa Eulalia
A las afueras del pueblo y cerca del cementerio se encuentra la iglesia de la localidad, dedicada a Santa Eulalia, virgen y mártir patrona de Villela. Este templo es de estilo indefinido, relativamente moderno y con un techo de yeso raso. Tiene una portada de arco de medio punto, alto, bajo pórtico de tres arcadas de piedra con restos de ajedrezados en las impostas y pináculos. Su ábside es rectangular, al igual que su torre, añadida a una espadaña chata, con tres huevos, dos campanas y un campanillo. 
En el interior de la iglesia se puede ver una pila bautismal medieval, monolítica y de copa redonda. El fuste y la base son octogonales. La decoración de la pila se ciñe al fuste, en donde se representa la concha marina del bautismo. En su altar se encuentra una talla en madera de Santa Eulalia de Mérida, que fue traída de las ruinas del convento y que data de la fundación del mismo. A su lado se encuentra un antiguo Cristo negro.
La pila es románica, de copa lisa y pie cónico con dientes aserrados en relieve y base poligonal. El retablo mayor es de estilo barroco, salomónico y sin dorar. Los libros parroquiales apuntan a que el comienzo de la construcción de esta iglesia data del año 1695, aunque el actual edificio es relativamente nuevo, construido durante la primera mitad del siglo XX, hecho en buena parte con restos del convento actualmente en ruinas.

### El Potro
Pese a que la iglesia se ubica en un lugar privilegiado de la localidad, por encima de las residencias de los habitantes del pueblo, el principal monumento de Villela es El Potro. Se trata de un lugar donde antaño se colocaban a las vacas y bueyes para colocarles las herraduras, algo fundamental para los villelanos dado que uno de los pilares fundamentales de la economía del municipio ha sido, además de la agricultura, la cría de bovinos para obtener carne y leche. A diferencia de otras localidades limítrofes, El Potro de Villela se conserva bastante bien. 

### Convento de Villela
En la localidad todavía se pueden evidenciar los restos de un antiguo convento, cerca de la plaza del Potro a medio camino con la iglesia. Desde ahí se sigue subiendo hasta llegar al cementerio.

## Fiestas
Las fiestas patronales de Villela son el 21 de septiembre, día de San Mateo, patrono del pueblo. Durante esta fecha señalada es tradicional la quema de lo que los íncolas llaman “melenero” la última madrugada de fiestas, así como torneos de todo tipo de juegos de cartas tradicionales castellanos, como el mus, el tute o la tuta, entre otros.
Otra festividad importante es el Descenso Internacional del Pisuerga, conocido popularmente como “las Piraguas”, celebrada el 15 de agosto, festividad de Nuestra Señora de Asunción de María. Las piraguas de las categorías de adultos salen de Olleros de Pisuerga y tienen la meta en Alar del Rey, mientras que los niños parten de Villela con meta también en Alar.

## Localidades limítrofes
Confina con las siguientes localidades:
- Al norte con Becerril del Carpio (Palencia).
- Al este con Rebolledo de la Torre.
- Al sureste con Rebolledillo de la Orden.
- Al suroeste con Alar del Rey y Nogales de Pisuerga (ambos de Palencia).

## Demografía
Evolución de la población
| Gráfica de evolución demográfica de Villela entre 2000 y 2023      |
|                                                                    |
| Población de derecho (2000-2023) según el padrón municipal del INE |

## Historia
Así se describe a Villela en el tomo XVI del Diccionario geográfico-estadístico-histórico de España y sus posesiones de Ultramar, obra impulsada por Pascual Madoz a mediados del siglo XIX:

Lugar con ayuntamiento en la provincia, audiencia territorial, capitanía general y diócesis de Burgos (11 ½ leguas), partido judicial de Villadiego (5); Situado junto al río Pisuerga; con buena ventilación, y clima frío, pero sano; se padecen reumas y catarros. Tiene 16 casas; escuela de instrucción primaria; una iglesia parroquial (Santa Eulalia) servida por un cura párroco. El término confina N el priorato de Mahabe; E Rebolledo de la Torre; S Rebolledillo, y O Nogales; en él se encuentran el despoblado de Gornaz. El terreno es de mediana calidad; le fertiliza el río mencionado y el riachuelo Ceña; hay un pequeño monte poblado de matas de roble. Los caminos son locales. El correo se recibe de Aguilar de Campóo. Producciones: cereales y legumbres; cría ganado lanar y vacuno; caza de perdices, y pesca de truchas, barbos y anguilas. Población: 14 vecinos, 54 almas. Capital productivo: 299.300 reales. Imponible: 29.476. Contribución: 2.081.
Diccionario geográfico-estadístico-histórico de España y sus posesiones de Ultramar

Aparte de este texto, no se sabe gran cosa de la historia de Villela más allá de lo que han contado sus habitantes a través de la oralidad. Sí que se tiene constancia de que Villela se encuentra situada cerca de un antiguo poblado en ruinas y que la leyenda compartida entre los villelanos es que sus habitantes enterraron dentro de una piel de toro sus joyas y monedas al tener que huir precipitada de los musulmanes.
Los registros de bautismo de Villela, a partir de 1696, se encuentran en el Archivo diocesano de Burgos.
La tradición oral sugiere que Villea fue fundada durante la Baja Edad Media, a raíz de un asentamiento de religiosas dependientes del convento cisterciense de San Andrés de Arroyo. A la sombra del convento los primeros colonos levantaron sus casas, atraídos por las fértiles tierras de labranza que arrendaban las religiosas.
Entre 1785 y 1833 perteneció al Partido judicial de Villadiego.